# Maximilian Friedrich von Königsegg-Rothenfels
Maximilian Friedrich von Königsegg-Rothenfels (Colonia, 13 maggio 1708 – Bonn, 15 aprile 1784) fu dal 1761 al 1784 arcivescovo di Colonia e Principe-elettore del Sacro Romano Impero sino alla sua morte. Grazie all'operato di personaggi del calibro di Caspar Anton von Belderbusch a Colonia, a Franz von Fürstenberg a Münster ed a Franz Wilhelm von Spiegel, si distinse come uno dei campioni dell'illuminismo cattolico. Fu il primo protettore e datore di lavoro di Ludwig van Beethoven.

## Biografia

### La famiglia e i primi anni
Maximilian Friedrich proveniva da una famiglia di antica nobiltà sveva proveniente da Königsegg. I suoi genitori furono il conte Albert Eusebius Franz von Königsegg-Rothenfels (che aveva intrapreso la carriera ecclesiastica per poi abbandonarla al fine di sposarsi) e la contessa Maria Clara Felicita von Manderscheid-Blankenheim. Tra i suoi fratelli, Karl Ferdinand von Königsegg-Rothenfels fu ciambellano imperiale e ministro plenipotenziario nei Paesi Bassi austriaci, Christian Moritz von Königsegg-Rothenfels fu feldmaresciallo imperiale, mentre Joseph Maria Sigismund fu decano della cattedrale di Colonia; un altro suo fratello, Albert Eusebius Franz, fu canonico a Strasburgo finché non decise di abbandonare la carriera ecclesiastica per sposarsi, mentre tra le sue sorelle unafu canonica del monastero imperiale di Thorn e un'altra, Anna Wilhelmina Maria, fu badessa del monastero di Sant'Orsola a Colonia.
Dopo aver studiato ai collegi dei Gesuiti di Altötting, Colonia e Strasburgo, si laureò in filosofia.
Il 3 gennaio 1725, venne nominato canonico e arciprete della cattedrale di Colonia. Dal 1731 divenne anche arciprete e tesoriere della cattedrale di Strasburgo nonché di canonico della Chiesa di San Gereone (Colonia), della quale nel 1763 divenne prevosto, passando quindi al ruolo di presidente del capitolo della cattedrale di Colonia il 22 aprile 1756.

### L'episcopato

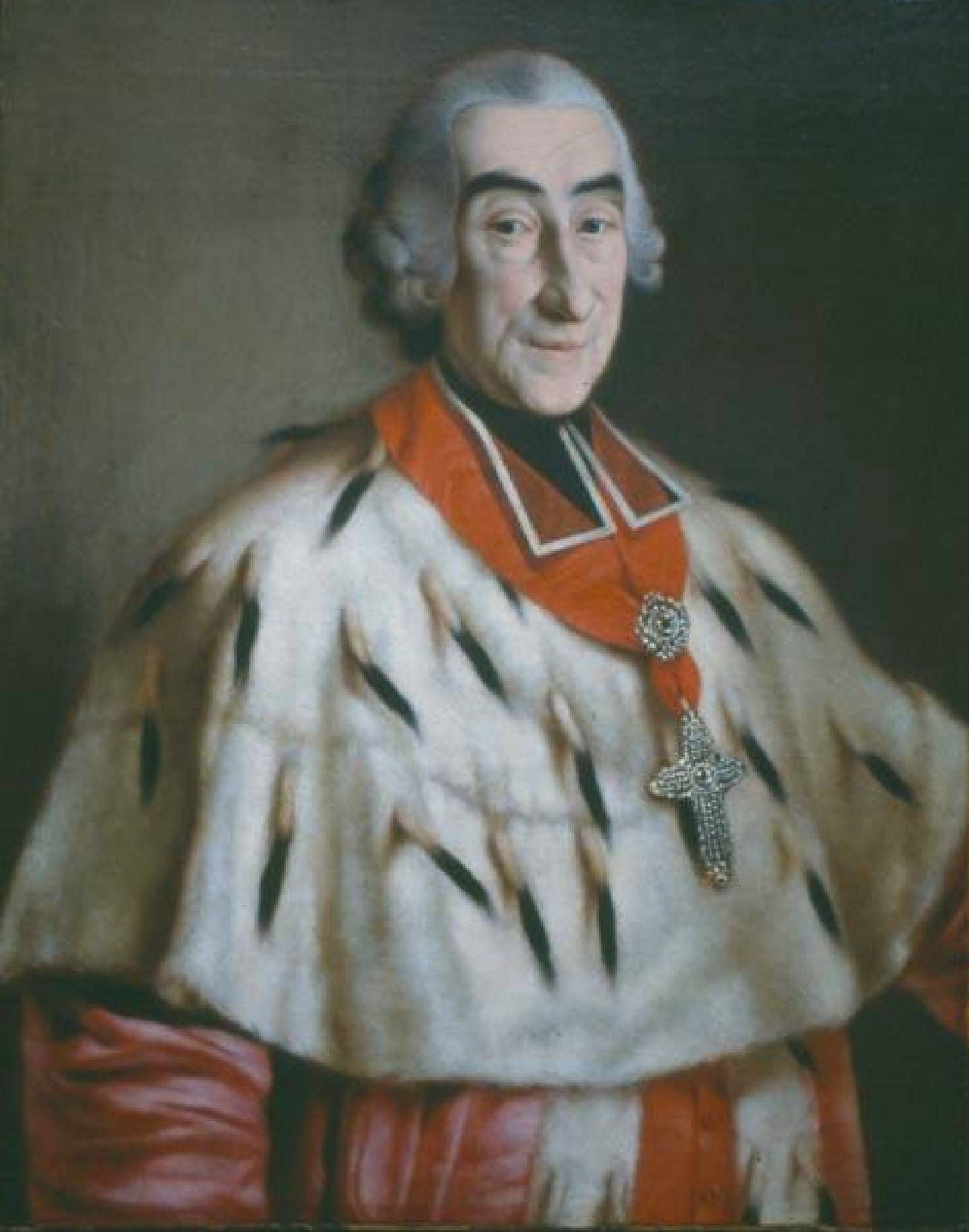
Ritratto dell'arcivescovo von Königsegg-Rothenfels in tarda età

Il 6 aprile 1761 venne eletto all'unanimità arcivescovo di Colonia dal capitolo dei canonici locali, consacrato dal nunzio apostolico della regione, l'arcivescovo Cesare Alberico Lucini il 16 agosto 1761 nella Hofkapelle del duomo di Bonn. I contemporanei lo descrissero come una persona pia e affabile, ma senza particolari talenti né aspirazioni. La sua elezione interruppe la serie degli arcivescovi di Colonia provenienti dalla Casa di Baviera che durava ininterrottamente dal 1583.
Sotto il suo arcivescovato l'arcidiocesi di Colonia conobbe un periodo di prosperità che, grazie anche alla saggia guida del suo primo ministro Caspar Anton von Belderbusch e al consigliere Franz Friedrich Wilhelm von Fürstenberg, nel 1762 gli assicurò anche la diocesi di Münster, riuscendo a scalzare il suo rivale Caspar Ferdinand Droste zu Füchten con l'appoggio di Giorgio III di Gran Bretagna e di Federico II di Prussia. Nei 22 anni del suo episcopato a Münster non visitò mai la sua diocesi, preferendo anche in questo caso servirsi di amministratori capaci. Ad ogni modo non mancò di interessarsi ad esempio all'operato del canonico e compositore Maximilian Friedrich von Droste zu Hülshoff, zio della poetessa Annette von Droste-Hülshoff, di cui fu protettore e promotore. Il suo tentativo di acquisire anche la carica di principe-vescovo a Paderborn fallì a causa della resistenza della Francia. Da papa Clemente XIII ottenne nel 1765 l'amministrazione spirituale della diocesi di Osnabrück (poiché allora la diocesi di Osnabrück aveva un principe vescovo protestante Federico Augusto di Hannover, figlio di Giorgio III d'Inghilterra e per di più bambino).

#### Politica ecclesiastica ed interna

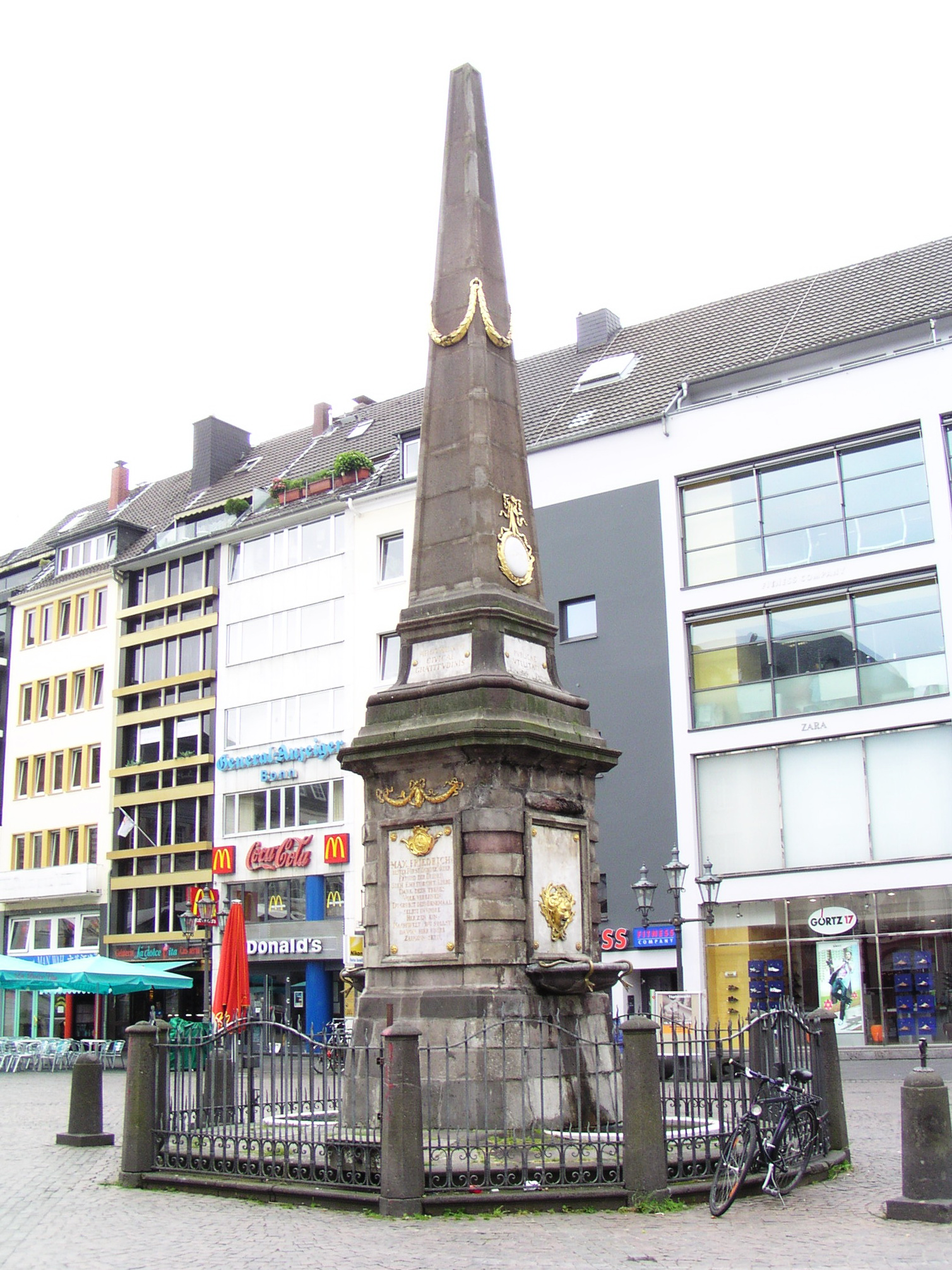
L'obelisco delle quattro fontane eretto nella piazza del mercato di Bonn nel 1777

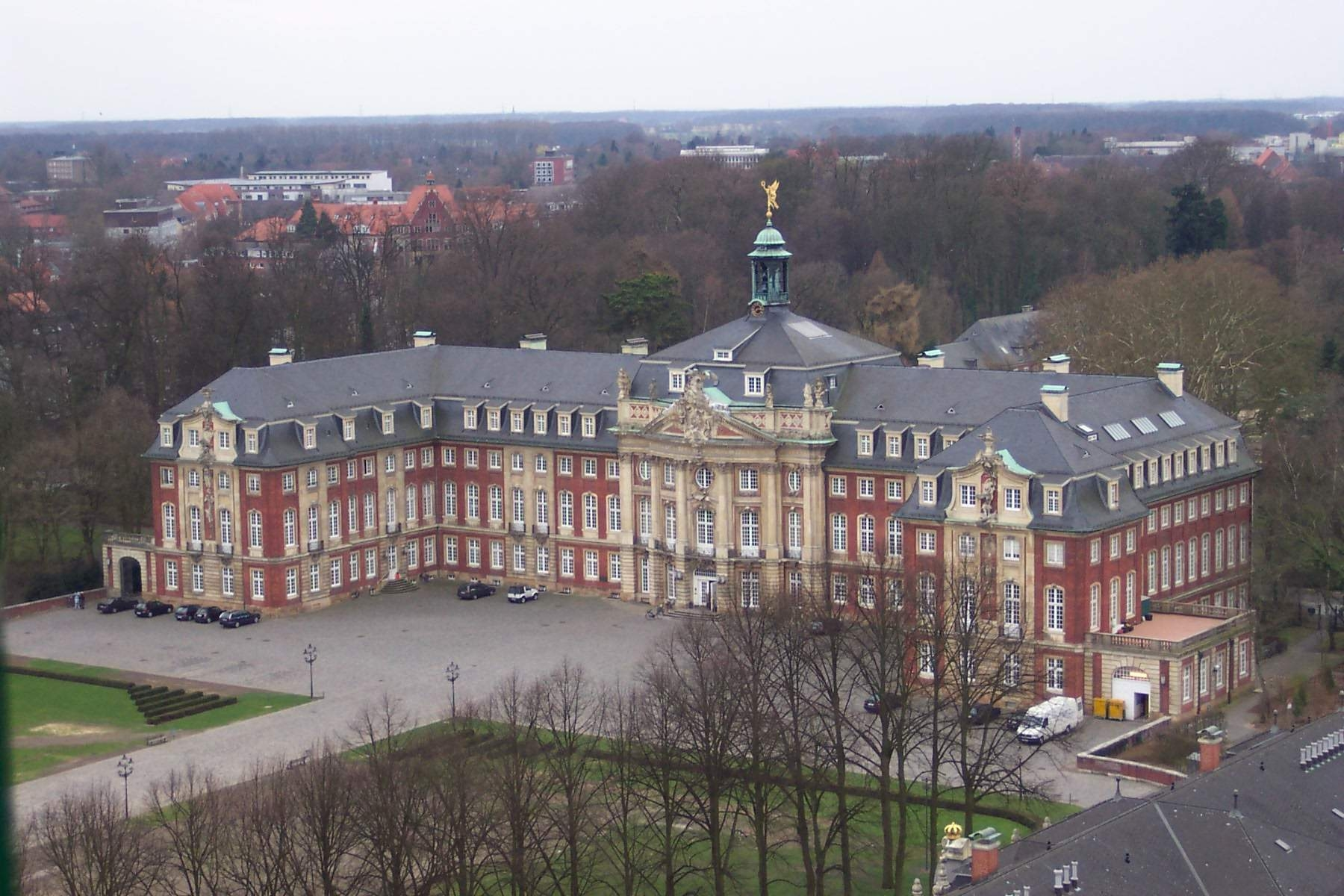
Il Palazzo del principe-vescovo di Münster

Si interessò alla corrente del febronianesimo aderendovi nel 1771, con un episcopalismo moderato. Fu tra i partecipanti al cosiddetto "Congresso di Coblenza" del 1769 dove si riunirono i principi-arcivescovi ed elettori di Colonia, Treviri e Magonza con l'intento di accordarsi per tenere una politica comune nel voler limitare l'ingerenza del papato nelle proprie attività ed in particolare l'abolizione delle nunziature nei loro territori, ma la mossa fallì per il mancato appoggio imperiale all'operazione.
Dopo gli interventi già eseguiti dal predecessore, l'arcivescovo Clemente Augusto di Baviera, il nuovo vescovo terminò il Max-Clemens-Kanal di Clemenshafen (da Neuenkirchen) a Maxhafen (Wettringen). Proprio nell'abito della politica interna, il governo di Maximilian Friedrich si concentrò sul mercantilismo e sulla fondazione di nuove manifatture a scapito dell'attività di estrazione mineraria, il che portò ad una revisione globale dell'economia locale.
Si attivò particolarmente anche a favore dell'istruzione nei suoi stati, aprendo ad esempio il liceo Laurentianum di Arnsberg e giungendo nel 1781 alla creazione di una vera e propria commissione scolastica con il compito di sovrintendere alla corretta istruzione del popolo affidatogli. A Bonn patrocinò la nascita del giornale Arnsberger Intellektivenblatt nel 1766, nel 1778 vi fondò il teatro nazionale in lingua tedesca e nel 1777 l'università.
Maximilian Friedrich è considerato il vero iniziatore del Palazzo del principe elettore di Bonn.

#### Politica estera
In politica estera, l'elettore cercò di evitare di prendere decisioni a favore della Prussia o dell'Austria, avvicinandosi invece ai Paesi Bassi, in particolare per quanto riguarda il territorio del vescovato di Münster che era posto geograficamente vicino a quei territori. L'elettore mantenne le distanze anche dalla Francia dopo che questa aveva opposto resistenza alla sua elezione a vescovo di Paderborn. Le relazioni inizialmente piuttosto deboli con l'Austria, migliorarono notevolmente quando l'arciduca Massimiliano Francesco d'Austria venne prescelto quale coadiutore a Colonia. Questo riavvicinamento fu la prima svolta significativa rispetto alla politica di neutralità adottata sino a quel momento.

### Gli ultimi anni
Anziano e sempre più disinteressato al governo delle sue diocesi, ebbe una relazione con la ballerina italiana Isabella Barbieri in tarda età.
Maximilian Friedrich morì a Bonn il 15 aprile 1784 e venne sepolto nella Chiesa dei Trenta Re (Dreikönigenkapelle) del Duomo di Colonia.

## Genealogia episcopale
La genealogia episcopale è:
- Cardinale Scipione Rebiba
- Cardinale Giulio Antonio Santori
- Cardinale Girolamo Bernerio, O.P.
- Arcivescovo Galeazzo Sanvitale
- Cardinale Ludovico Ludovisi
- Cardinale Luigi Caetani
- Cardinale Ulderico Carpegna
- Cardinale Paluzzo Paluzzi Altieri degli Albertoni
- Papa Benedetto XIII
- Papa Benedetto XIV
- Papa Clemente XIII
- Arcivescovo Cesare Alberico Lucini
- Arcivescovo Maximilian Friedrich von Königsegg-Rothenfels

La successione apostolica è:
- Vescovo Karl Aloys von Königsegg-Aulendorf (1770)
- Arcivescovo Wilhelm Florentin von Salm-Salm (1776)

## Stemma
| Stemma | Blasonatura |
| ------ | --- |
| \| \|  | Maximilian Friedrich von Königsegg-Rothenfels Principe-Arcivescovo di Colonia Inquartato. Al 1º ed al 4º d'argento alla croce greca di rosso, al 2º ed al 3º losangato d'oro e d'azzurro. Lo scudo, accollato a una croce astile patriarcale d'oro, posta in palo, è timbrato da un cappello con cordoni e nappe di verde. Le nappe, in numero di sedici, sono disposte otto per parte, in cinque ordini di 1, 2, 3, 5. Dietro allo scudo sono presenti le insegne da principe del Sacro Romano Impero. |
|        | |